# Josep Maria Palomo i Juez
Josep Maria Palomo i Juez   (Barcelona, 24 de juliol de 1946 - 30 de novembre de 2020) fou un pilot d'automobilisme, motociclisme i motonàutica, practicant d'esquí nàutic i corredor de bobsleigh català. Era germà de Víctor Palomo, qui reeixí en alguns d'aquests esports a escala internacional.

## Trajectòria esportiva

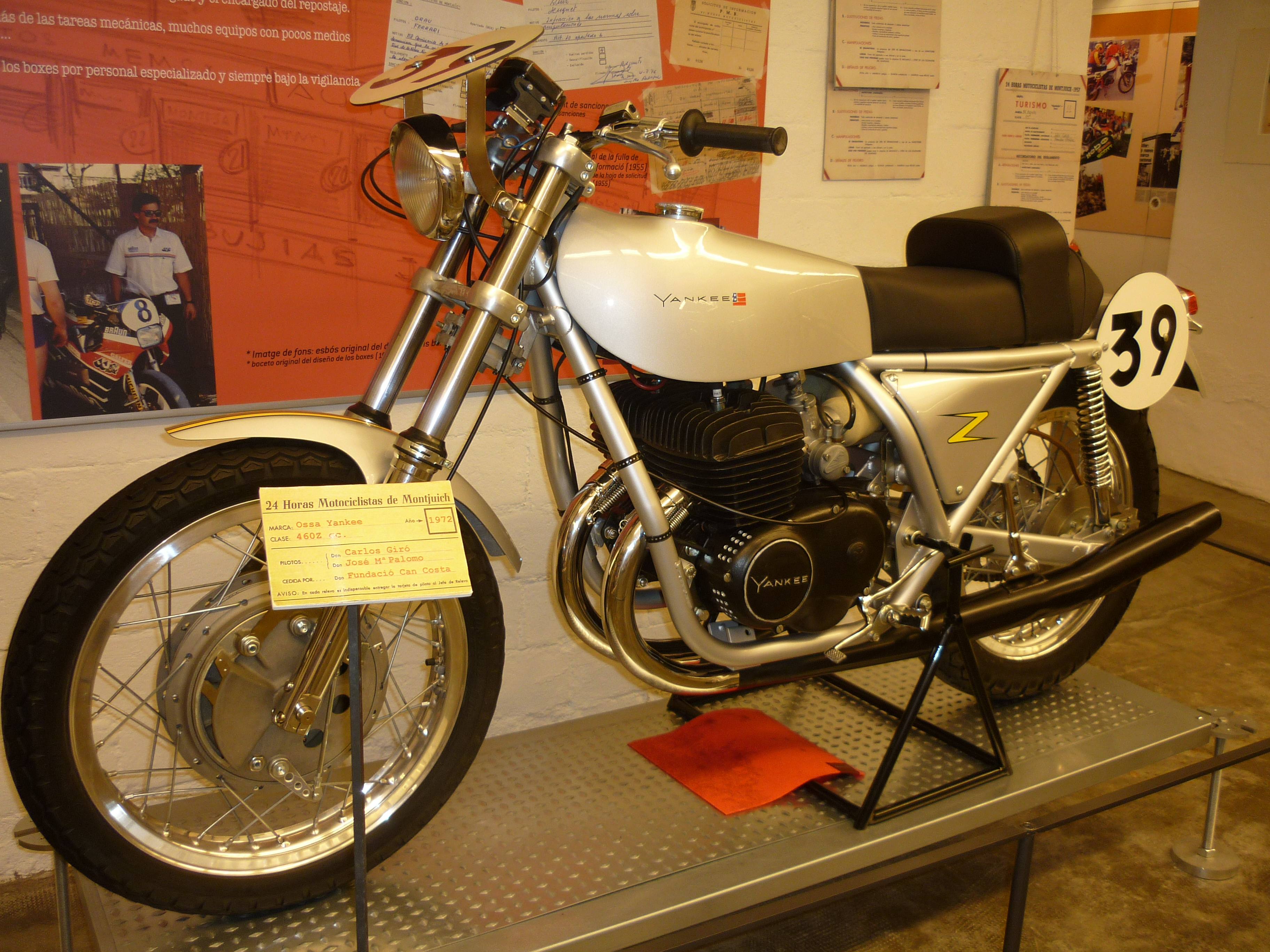
L'OSSA Yankee que pilotà a les 24 Hores de Montjuïc de

Josep Maria Palomo s'inicià en automobilisme l'any 1963 i participà, amb l'Escuderia RACC, en nombroses curses de Fórmula 3, entre elles el Gran Premi de Barcelona al final de la dècada. Al mateix temps disputà ral·lis com a copilot de Geni Baturone amb un Ferrari GTO. El 1969, ja com a pilot, es proclamà campió d'Espanya de ral·lis d'asfalt amb un Porsche 911. Durant aquella temporada guanyà els ral·lis Rías Baixas i 2.000 Viratges. Dins la faceta del motociclisme, destacà en curses de resistència com ara les 24 Hores de Montjuïc i el 1967 en fou subcampió d'Espanya amb OSSA.
Soci del Club Nàutic Arenys de Mar, practicà la motonàutica i l'esquí nàutic. Entre altres títols, guanyà la Setmana Nàutica Internacional (1966) i diverses proves del Campionat d'Espanya. En esquí nàutic guanyà diverses proves d'àmbit català sense assolir. però, el nivell del seu germà Víctor.
Com a practicant de bobsleigh disputà els Jocs Olímpics d'Hivern de 1968, a Grenoble, i el Campionat d'Europa (1969).